# NGC 1117
NGC 1117 est une galaxie elliptique située dans la constellation du Bélier. NGC 1117 a été découverte par l'astronome allemand Albert Marth en 1863. Il pourrait aussi s'agir d'un objet perdu selon le professeur Seligman.

## Caractéristiques
Sa vitesse par rapport au fond diffus cosmologique est de 7 408 ± 45 km/s, ce qui correspond à une distance de Hubble de 109,3 ± 7,7 Mpc (∼356 millions d'al).
En raison d'une brillance de surface égale à 11,84  mag/am2, on peut qualifier NGC 1117 de galaxie présentant une brillance de surface élevée.

## Triplet de galaxies
Cette galaxie est considérée comme faisant partie d'un triplet avec la galaxie compact PGC 200207 au nord-est et PGC 10821 au nord. Ces deux autres galaxies sont d'ailleurs désignées comme étant NGC 1117-1 pour PGC 10821 et NGC 1117-2 pour PGC 200207 sur le site de SEDS, alors que NGC 1117 devient NGC 1117A.